# 園原インターチェンジ

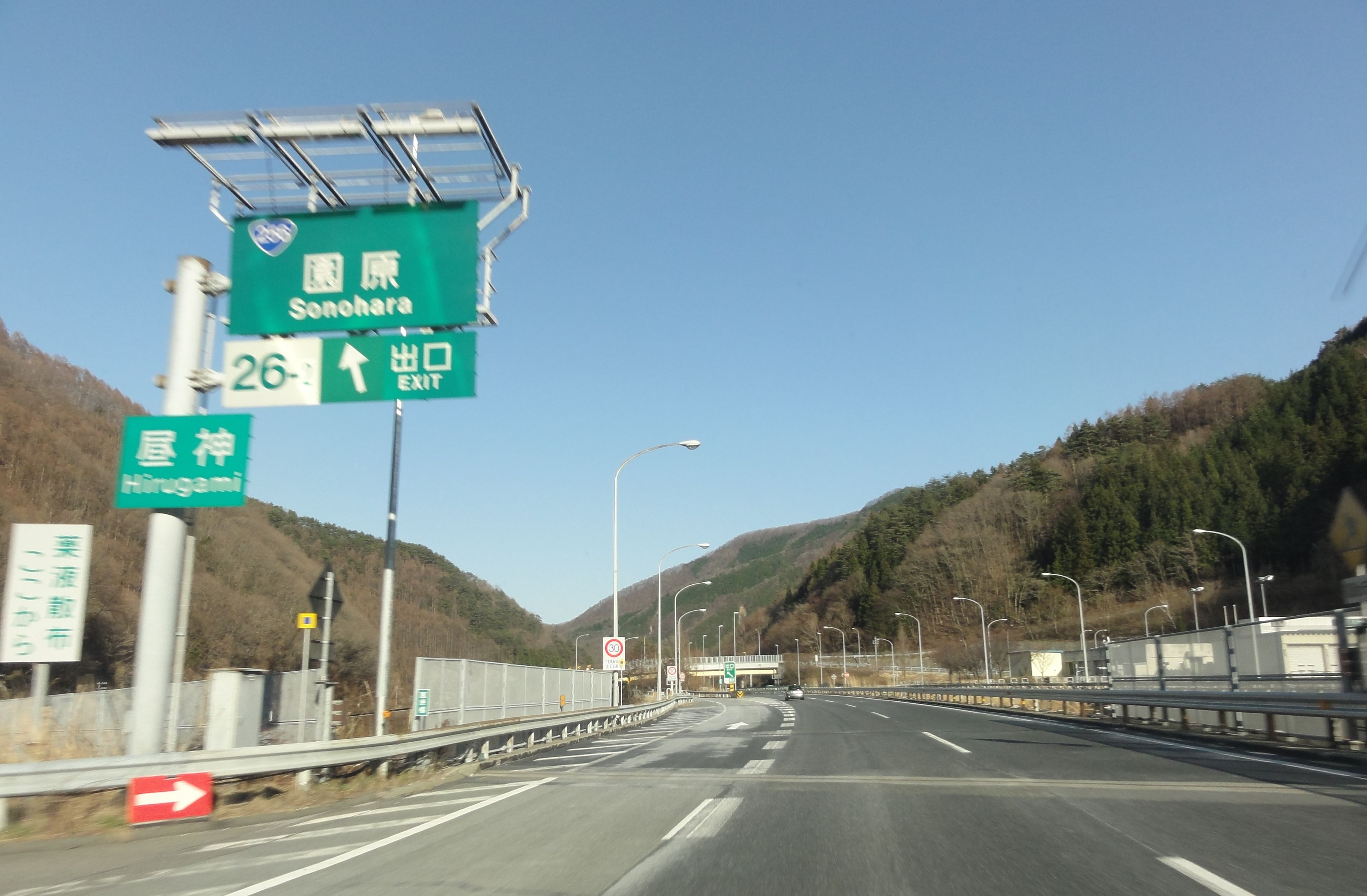
本線出口付近

園原インターチェンジ（そのはらインターチェンジ）は、長野県下伊那郡阿智村智里園原にある中央自動車道のインターチェンジである。

## 概要
長大トンネルである恵那山トンネルの東口にあたり、上り出口は恵那山トンネルを抜けたすぐ先からランプウェイがはじまっている。「出口2km」「出口1km」の距離案内およびインター手前にある道路情報掲示板は恵那山トンネルの途中にある。こういったこともあり恵那山トンネル手前に「出口10km」の距離案内標識が設けられている。
阿智村、旧清内路村、平谷村、売木村、根羽村など、飯田・下伊那地域南西部の最寄りICであるが、名古屋方面の出入口（下り線入口と上り線出口）のみのハーフICであるため、東京・諏訪方面との連絡は飯田山本ICを利用することになる。
中央道のこの部分の開通は1975年（昭和50年）8月23日であるが、このICの開通は1992年（平成4年）3月25日である。園原ICの開通前は、名古屋方面から昼神温泉等（ヘブンスそのはらは当時未開業）この周辺の観光地へ行くには、中津川ICで降りて国道19号・256号を利用するか、飯田ICで降りて国道153号・256号を戻る必要があった。園原ICはこのような不便を解消すべく追加されたものである。
すぐ西側にある恵那山トンネルは8km以上に亘る長大トンネルであるため、危険物搭載車両の通行が禁止されている。ただ前述の通り当ICは進入・退出が恵那山トンネル方面に限られている構造のため、危険物搭載車両の通行禁止区間は飯田山本IC-中津川IC間となっており、中央道下り線および三遠南信道上り線の飯田山本IC手前と、中央道上り線中津川ICの手前には、該当車両に退出を命ずる内容の標識がある。

## 接続する路線
- 長野県道89号園原インター線
  - 国道256号
  - 国道153号
- 長野県道109号園原清内路線
- 長野県道477号富士見台公園線

## 料金所
- ブース数：4

### 入口
- ブース数：2
  - ETC専用：1
  - 一般：1

### 出口
- ブース数：2
  - ETC専用：1
  - 一般：1

## 園原バスストップ
園原バスストップは、長野県道89号園原インター線沿いに設置されている。なおバス停はインター入口より離れている。

### 停車する路線
- 中央高速バス
  - 飯田・昼神温泉・栄・名古屋線（各停）
昼神温泉郷 - 園原BS - 馬篭BS
  - 飯田・昼神温泉・栄・名古屋線（特急）
昼神温泉郷 - 園原BS - 馬篭BS

## 周辺
- ヘブンスそのはらSNOW WORLD
- 昼神温泉
- 花桃の里 月川温泉郷
- 恵那山
- 富士見台高原
- 神坂峠
- 園原
- 日本一星空の里
- 阿智神社
- 神坂神社

## 隣
E19 中央自動車道
(26-1)飯田山本IC- (PA)阿智PA/駒場（昼神温泉）BS - (TN)網掛トンネル - (26-2)園原IC/BS（名古屋方面のみの接続） - (TN)恵那山トンネル - (PA)神坂PA/馬篭BS/SIC（SICは事業中） - (27)中津川IC/BS
- 三遠南信自動車道との分岐点である飯田山本ICの開通に伴い、それまでのIC番号「26-1」が「26-2」に変更された。